# Bare Trees
Bare Trees é o sexto álbum de estúdio da banda anglo-americana de rock Fleetwood Mac, lançado em março de 1972. É o último álbum com o vocalista e guitarrista Danny Kirwan, expulso durante a turnê do trabalho. O disco ainda traz canções do músico e de outros membros da banda, como o vocalista e guitarrista Bob Welch e da vocalista e tecladista Christine McVie.

## Faixas
1. "Child Of Mine" (Kirwan) - 5:09
2. "The Ghost" (Welch) - 3:58
3. "Homeward Bound" (C McVie) - 3:20
4. "Sunny Side Of Heaven" (Kirwan) - 3:10
5. "Bare Trees" (Kirwan) - 5:02
6. "Sentimental Lady" (Welch) - 4:35
7. "Danny's Chant" (Kirwan) - 3:16
8. "Spare Me A Little Of Your Love" (C McVie) - 3:44
9. "Dust" (Kirwan) - 2:41
10. "Thoughts On A Grey Day" (Scarrott) - 2:03